# Distretto di Thakurgaon
Il distretto di Thakurgaon è un distretto del Bangladesh situato nella divisione di Rangpur. Si estende su una superficie di 1781,74 km² e conta una popolazione di 1.390.042 abitanti (censimento 2011).

## Suddivisioni amministrative
Il distretto si suddivide nei seguenti sottodistretti (upazila):
- Thakurgaon Sadar
- Pirganj
- Baliadangi
- Haripur
- Ranisankail
- Ruhia